# Niō

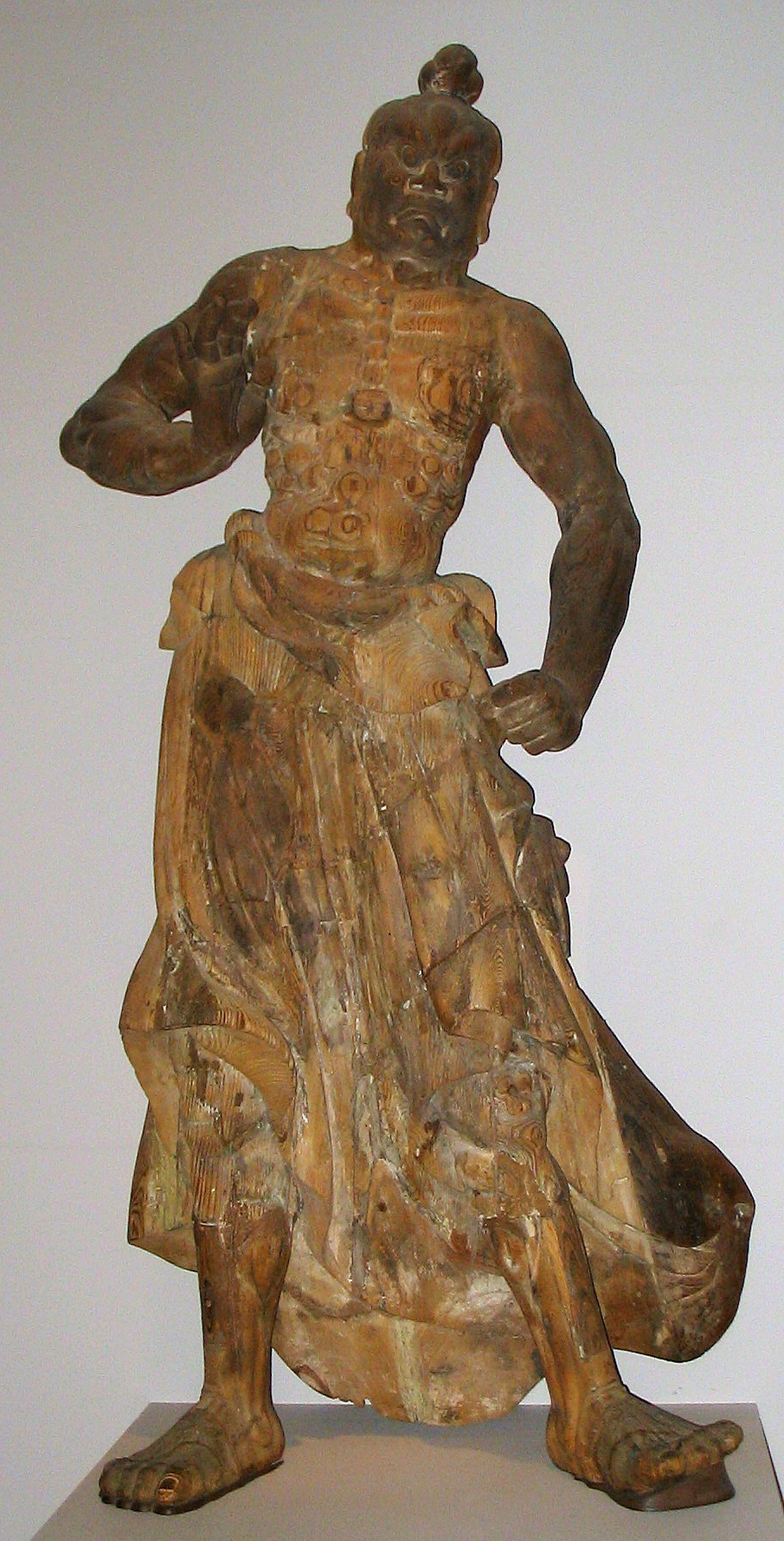
Estatua Kongōrikishi que custodiaba la puerta del templo Ebaradera, en Osaka.

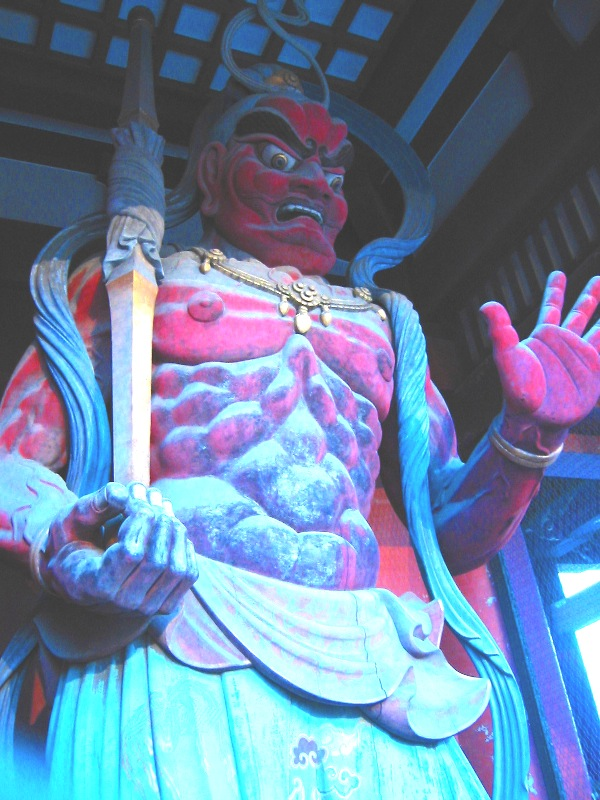
Sensō-ji

Kongōrikishi o Niō es el nombre de un guardián iracundo y musculoso de Buda. Se encuentra representado de varias formas en la entrada de muchos templos budistas en Japón y Corea.
Son manifestaciones de la deidad protectora bodhisattva Vajrapani y forman parte del panteón Mahāyāna. Según la tradición japonesa, los Niō viajaron con Buda para protegerlo.